# Lega saudita professionistica 2024-2025
La Lega saudita professionistica 2024-2025, meglio conosciuta come Roshn Saudi League 2024-2025 per motivi di sponsorizzazione, è stata la 50ª edizione del massimo livello del campionato di calcio saudita; la competizione è iniziata il 22 agosto 2024 ed è terminata il 26 maggio 2025. La squadra campione in carica era l'Al-Hilal, avendo vinto il suo diciannovesimo titolo nella stagione 2023-2024.
La competizione è stata vinta dall'Al-Ittihad, al suo decimo titolo nazionale.

## Stagione

### Novità
Dalla stagione precedente sono stati retrocessi Al-Hazem, Abha e Al-Tai, ultime tre classificate del campionato. Al loro posto sono state promosseAl-Qadisiya, dopo tre stagioni di assenza, Al-Kholood, al debutto in massima serie, e Al-Orobah, dopo 10 anni di serie cadetta.

### Formato
Le diciotto squadre si affrontano due volte, per un totale di trentaquattro giornate. Al termine del campionato, la squadra prima classificata è dichiarata campione d'Arabia Saudita ed è ammessa alla fase a gironi della AFC Champions League Elite 2025-2026 insieme con seconda e terza classificata. Le ultime tre classificate retrocedono in Prima Divisione.

## Squadre partecipanti
| Club        | Stagione | Città          | Stadio                                                     | Stagione precedente                   |
| ----------- | -------- | -------------- | ---------------------------------------------------------- | ------------------------------------- |
| Al-Ahli     | dettagli | Gedda          | Stadio Città dello sport Re Abd Allah                      | 3º posto in SPL                       |
| Al-Ettifaq  | dettagli | Dammam         | Stadio Principe Muhammad bin Fahd                          | 6º posto in SPL                       |
| Al-Fateh    | dettagli | Al-Hasa        | Stadio Principe Abdullah bin Jalawi                        | 7º posto in SPL                       |
| Al-Fayha    | dettagli | Al Majma'ah    | Stadio Città dello sport di Al-Majma'ah                    | 9º posto in SPL                       |
| Al-Hilal    | dettagli | Riad           | Stadio internazionale Re Fahd                              | 1º posto in SPL                       |
| Al-Ittihad  | dettagli | Gedda          | Stadio Città dello sport Re Abd Allah                      | 5º posto in SPL                       |
| Al-Khaleej  | dettagli | Saihat         | Stadio Principe Muhammad bin Fahd                          | 11º posto in SPL                      |
| Al-Kholood  | dettagli | Al-Rass        | Stadio Al-Hazem Club                                       | 3º posto in Prima Divisione, promosso |
| Al-Nassr    | dettagli | Riad           | Stadio dell'Università Re Sa'ud                            | 2º posto in SPL                       |
| Al-Okhdood  | dettagli | Najrān         | Stadio Città dello sport Principe Hathloul bin Abd al-Aziz | 15º posto in SPL                      |
| Al-Orobah   | dettagli | Sakaka         | Al-Orobah Club Stadium                                     | 2º posto in Prima Divisione, promosso |
| Al-Qadisiya | dettagli | Khobar         | Stadio Principe Saud bin Jalawi                            | 1º posto in Prima Divisione, promosso |
| Al-Ra'ed    | dettagli | Burayda        | Stadio Città dello sport Re Abd Allah                      | 12º posto in SPL                      |
| Al-Riyadh   | dettagli | Riad           | Stadio Principe Turki bin Abdul Aziz                       | 14º posto in SPL                      |
| Al-Shabab   | dettagli | Riad           | Stadio internazionale Re Fahd                              | 8º posto in SPL                       |
| Al-Taawoun  | dettagli | Burayda        | Stadio Città dello sport Re Abd Allah                      | 4º posto in SPL                       |
| Al-Wahda    | dettagli | La Mecca       | Stadio Re Abdul Aziz                                       | 13º posto in SPL                      |
| Damac       | dettagli | Khamis Mushait | Stadio Città dello sport di Al-Majma'ah                    | 10º posto in SPL                      |

## Allenatori e primatisti
| Squadra     | Allenatore                                                                                        | Calciatore più presente | Capocannoniere  |
| ----------- | ------------------------------------------------------------------------------------------------- | ----------------------- | --------------- |
| Al-Ahli     | Matthias Jaissle                                                                                  |                         | Ivan Toney (19) |
| Al-Ettifaq  | Steven Gerrard (1ª-17ª) Saad Al-Shehri (18ª-34ª)                                                  |                         |                 |
| Al-Fateh    | Jens Gustafsson (1ª-13ª) José Manuel Gomes (14ª-34ª)                                              |                         |                 |
| Al-Fayha    | Chrīstos Kontīs (1ª-13ª) Pedro Emanuel (14ª-34ª)                                                  |                         |                 |
| Al-Hilal    | Jorge Jesus (1ª-29ª) Mohammad Al-Shalhoub (30ª-34ª)                                               |                         |                 |
| Al-Ittihad  | Laurent Blanc                                                                                     |                         |                 |
| Al-Khaleej  | Giōrgos Dōnīs                                                                                     |                         |                 |
| Al-Kholood  | Paulo Duarte (1ª-6ª) Noureddine Zekri (7ª-34ª)                                                    |                         |                 |
| Al-Nassr    | Luís Castro (1ª-3ª) Stefano Pioli (4ª-34ª)                                                        |                         |                 |
| Al-Okhdood  | Stjepan Tomas (1ª-20ª) Paulo Sérgio Bento Brito (21ª-34ª)                                         |                         |                 |
| Al-Orobah   | Álvaro Pacheco (1ª-13ª) Mohammed Al-Sharari (14ª) Adnan Hamad (15ª-30ª) Antonio Cazorla (31ª-34ª) |                         |                 |
| Al-Qadisiya | Míchel                                                                                            |                         |                 |
| Al-Raed     | Odair Hellmann (1ª-24ª) Krešimir Režić (25ª-34ª)                                                  |                         |                 |
| Al-Riyadh   | Sabri Lamouchi (1ª-28ª) Al-Hamidi Abdullah Al Otaibi (29ª-34ª)                                    |                         |                 |
| Al-Shabab   | Vítor Pereira (1ª-13ª) Fatih Terim (14ª-34ª)                                                      |                         |                 |
| Al-Taawoun  | Rodolfo Arruabarrena (1ª-19ª) Mohammed Al-Abdali (20ª-34ª)                                        |                         |                 |
| Al-Wahda    | Josef Zinnbauer (1ª-11ª) José Daniel Carreño (12ª-34ª)                                            |                         |                 |
| Damac       | Cosmin Contra (1ª-13ª) Nuno Almeida (14ª-25ª) Khaled Al-Atwi (26ª-34ª)                            |                         |                 |

## Calciatori stranieri
In grassetto i calciatori acquistati nel mercato invernale.
| Squadra     | Calciatori         | Calciatori       | Calciatori                | Calciatori             | Calciatori              | Calciatori           | Calciatori          | Calciatori              | Calciatori       | Calciatori        | Calciatori                     | Calciatori                                    |
| Squadra     | 1°                 | 2°               | 3°                        | 4°                     | 5°                      | 6°                   | 7°                  | 8°                      | Under-21 1       | Under-21 2        | Riserve                        | Ex giocatori                                  |
| ----------- | ------------------ | ---------------- | ------------------------- | ---------------------- | ----------------------- | -------------------- | ------------------- | ----------------------- | ---------------- | ----------------- | ------------------------------ | --------------------------------------------- |
| Al-Ahli     | Riyad Mahrez       | Roberto Firmino  | Roger Ibañez              | Ivan Toney             | Franck Kessié           | Édouard Mendy        | Gabri Veiga         | Merih Demiral           | Alexsander       | Matteo Dams       | Galeno                         |                                               |
| Al-Ettifaq  | Vitinho            | Karl Toko Ekambi | Moussa Dembélé            | Jack Hendry            | Demarai Gray            | Georginio Wijnaldum  | Marek Rodák         | Álvaro Medrán           | João Costa       | Josen Escobar     |                                | Seko Fofana                                   |
| Al-Fateh    | Sofiane Bendebka   | Mourad Batna     | Marwane Saâdane           | Djaniny                | Amine Sbaï              | Matías Vargas        | Zaydou Youssouf     | Jorge Fernandes         | Matheus Machado  |                   |                                | Lucas Zelarayán Péter Szappanos Jason Denayer |
| Al-Fayha    | Gojko Cimirot      | Chris Smalling   | Henry Onyekuru            | Orlando Mosquera       | Alejandro Pozuelo       | Renzo López          | Otabek Shukurov     | Fashion Sakala          | Rangel           | Gabriel Vareta    |                                | Aldry Contreras                               |
| Al-Hilal    | Malcom             | Renan Lodi       | Yassine Bounou            | João Cancelo           | Rúben Neves             | Kalidou Koulibaly    | Aleksandar Mitrović | Sergej Milinković-Savić | Marcos Leonardo  | Kaio César        |                                | Neymar                                        |
| Al-Ittihad  | Houssem Aouar      | Fabinho          | Karim Benzema             | Moussa Diaby           | N'Golo Kanté            | Steven Bergwijn      | Danilo Pereira      | Predrag Rajković        | Mario Mitaj      | Unai Hernández    |                                | Luiz Felipe                                   |
| Al-Khaleej  | Ibrahim Šehić      | Marcel Tisserand | Mohamed Sherif            | Dīmītrios Kourmpelīs   | Kōstas Fortounīs        | Fábio Martins        | Pedro Rebocho       | Thomas Murg             |                  |                   |                                | Khaled Narey                                  |
| Al-Kholood  | Marcelo Grohe      | Myziane Maolida  | Jackson Muleka            | Kévin N'Doram          | Aliou Dieng             | William Troost-Ekong | Norbert Gyömbér     | Álex Collado            | Ambrose Ochigbo  |                   | Nikola Stojiljković            |                                               |
| Al-Nassr    | Bento              | Aymeric Laporte  | Marcelo Brozović          | Mohamed Simakan        | Cristiano Ronaldo       | Otávio               | Sadio Mané          | Jhon Durán              | Ângelo Gabriel   | Wesley Gassova    |                                | Seko Fofana Talisca                           |
| Al-Okhdood  | Paulo Vítor        | Petros           | Christian Bassogog        | Juan Sebastián Pedroza | Damion Lowe             | Ibrahima Koné        | Saviour Godwin      | Knowledge Musona        | Diego Ferreira   |                   | Pato                           |                                               |
| Al-Orobah   | Gaëtan Coucke      | Karlo Muhar      | Kurt Zouma                | Cristian Tello         | Jóhann Berg Gudmundsson | Jean Seri            | Ismaël Kandouss     | Omar Al Somah           | Brad Young       | Mohannad Abu Taha |                                | Emmanuel Boateng                              |
| Al-Qadisiya | Ezequiel Fernández | Koen Casteels    | Pierre-Emerick Aubameyang | Julián Quiñones        | Nacho                   | Cameron Puertas      | Gastón Álvarez      | Nahitan Nández          | Iker Almena      |                   |                                | Jerry Afriyie Aarón Martín Miguel Carvalho    |
| Al-Ra'ed    | Amir Sayoud        | Mehdi Abeid      | Oumar Gonzalez            | Ayoub Qasmi            | Karim El Berkaoui       | Mohamed Fouzair      | Mathias Normann     | André Moreira           | Salomon Tweh     | Moses Turay       | Yousri Bouzok                  | Hamoud Bassam                                 |
| Al-Riyadh   | Lucas Kal          | Mohamed Konaté   | Milan Borjan              | Faïz Selemani          | Yoann Barbet            | Bernard Mensah       | Ibrahim Bayesh      | Tózé                    | Vincent Angelini | Amin Abu Khalifa  | Enzo Roco Sekou Lega Enes Sali |                                               |
| Al-Shabab   | Cristian Guanca    | Yannick Carrasco | Kim Seung-gyu             | Giacomo Bonaventura    | Abderrazak Hamdallah    | Wesley Hoedt         | Daniel Podence      | Georgiy Bushchan        | Robert Renan     | Leandrinho        | Glen Kamara                    | Gustavo Cuéllar                               |
| Al-Taawoun  | Andrei Girotto     | Flávio           | Fayçal Fajr               | Mailson                | Aschraf El Mahdioui     | Musa Barrow          | Roger Martínez      | Abdelhamid Sabiri       | Renne Rivas      | Lucas Chávez      |                                | Mateus João Pedro                             |
| Al-Wahda    | Craig Goodwin      | Juninho Bacuna   | Saad Bguir                | Jawad El Yamiq         | Mohamed Al Makahasi     | Odion Ighalo         | Alexandru Crețu     | Ignacio de Arruabarrena | Youssef Amyn     |                   |                                |                                               |
| Damac       | Abdelkader Bedrane | Farouk Chafaï    | Georges-Kévin N'Koudou    | Tarek Hamed            | François Kamano         | Florin Niță          | Nicolae Stanciu     | Habib Diallo            |                  |                   | Assan Ceesay Adam Maher        |                                               |

## Classifica
|                           | Pos. | Squadra     | Pt | G  | V  | N  | P  | GF | GS | DR  |
| ------------------------- | ---- | ----------- | -- | -- | -- | -- | -- | -- | -- | --- |
| Arabia Saudita (bandiera) | 1.   | Al-Ittihad  | 83 | 34 | 26 | 5  | 3  | 79 | 35 | +44 |
|                           | 2.   | Al-Hilal    | 75 | 34 | 23 | 6  | 5  | 95 | 41 | +54 |
|                           | 3.   | Al-Nassr    | 70 | 34 | 21 | 7  | 6  | 80 | 38 | +42 |
|                           | 4.   | Al-Qadisiya | 68 | 34 | 21 | 5  | 8  | 53 | 31 | +22 |
| [ 8 ]                     | 5.   | Al-Ahli     | 67 | 34 | 21 | 4  | 9  | 69 | 36 | +33 |
|                           | 6.   | Al-Shabab   | 60 | 34 | 18 | 6  | 10 | 65 | 41 | +24 |
|                           | 7.   | Al-Ettifaq  | 50 | 34 | 14 | 8  | 12 | 44 | 45 | -1  |
|                           | 8.   | Al-Taawoun  | 45 | 34 | 12 | 9  | 13 | 40 | 39 | +1  |
|                           | 9.   | Al-Kholood  | 40 | 34 | 12 | 4  | 18 | 42 | 64 | -22 |
|                           | 10.  | Al-Fateh    | 39 | 34 | 11 | 6  | 17 | 47 | 61 | -14 |
|                           | 11.  | Al-Riyadh   | 38 | 34 | 10 | 8  | 16 | 37 | 52 | -15 |
|                           | 12.  | Al-Khaleej  | 37 | 34 | 10 | 7  | 17 | 40 | 57 | -17 |
|                           | 13.  | Al-Fayha    | 36 | 34 | 8  | 12 | 14 | 27 | 49 | -22 |
|                           | 14.  | Damac       | 35 | 34 | 9  | 8  | 17 | 37 | 50 | -13 |
|                           | 15.  | Al-Okhdood  | 34 | 34 | 9  | 7  | 18 | 33 | 56 | -23 |
|                           | 16.  | Al-Wahda    | 33 | 34 | 9  | 6  | 19 | 42 | 67 | -25 |
|                           | 17.  | Al-Orobah   | 30 | 34 | 9  | 3  | 22 | 31 | 74 | -43 |
|                           | 18.  | Al-Ra'ed    | 21 | 34 | 6  | 3  | 25 | 41 | 66 | -25 |

Legenda:
      Campione d'Arabia Saudita e ammessa alla fase campionato della AFC Champions League Elite 2025-2026
      Ammesse alla fase campionato della AFC Champions League Elite 2025-2026.
      Ammessa alla AFC Champions League Two 2025-2026
      Retrocessa in Saudi First Division 2025-2026
Note:
Tre punti a vittoria, uno a pareggio, zero a sconfitta.

## Statistiche

### Primati stagionali
Squadre
- Maggior numero di vittorie:
- Maggior numero di pareggi:
- Maggior numero di sconfitte:
- Minor numero di vittorie:
- Minor numero di pareggi:
- Minor numero di sconfitte:
- Miglior attacco:
- Peggior attacco:
- Miglior difesa:
- Peggior difesa:
- Miglior differenza reti:
- Peggior differenza reti:
- Miglior serie positiva:
- Peggior serie negativa:
- Maggior numero di vittorie consecutive:
- Maggior numero di pareggi consecutivi:
- Maggior numero di sconfitte consecutive:

Partite
- Partita con più gol:
- Pareggi con più gol:
- Maggior scarto di gol:
- Maggior numero di reti in una giornata:
- Minor numero di reti in una giornata:
- Maggior numero di espulsioni in una giornata:
- Maggior numero di pareggi in una giornata:

### Individuali

#### Classifica marcatori
Aggiornata al 26 maggio 2025.
| Gol | Rigori |  | Giocatore                 | Squadra     |
| --- | ------ |  | ------------------------- | ----------- |
| 25  | 8      |  | Cristiano Ronaldo         | Al-Nassr    |
| 23  | 10     |  | Ivan Toney                | Al-Ahli     |
| 21  |        |  | Karim Benzema             | Al Ittihad  |
| 21  | 8      |  | Abderrazak Hamdallah      | Al Shabab   |
| 20  | 2      |  | Julián Quiñones           | Al-Qadisiya |
| 19  | 3      |  | Aleksandar Mitrović       | Damac       |
| 17  | 2      |  | Pierre-Emerick Aubameyang | Al-Qadisiya |
| 17  | 2      |  | Marcos Leonardo           | Al-Hilal    |
| 15  | 3      |  | Myziane Maolida           | Al-Kholood  |
| 15  |        |  | Salem Al-Dawsari          | Al-Khaleej  |
| 14  | 2      |  | Sadio Mané                | Al-Nassr    |
| 14  | 2      |  | Georginio Wijnaldum       | Al Ettifaq  |